# ジェームス・カーティン
ジェームス・カーティン（James Michael Curtin、1983年1月30日 - ）は、イギリスのプロレスラー。ウェスト・ミッドランズ州バーミンガム出身。ロックスター・スパッド（Rockstar Spud）、ドレイク・マーベリック（Drake Maverick）のリングネームで知られる。

## 来歴

### キャリア初期
カーティンはケイ・スター・レスリング（K-Star Wrestling）のジャック・ストーム、クリス・ギルバードでもともとトレーニングを受けており、最終的にSASレスリング・アカデミー（SAS Wrestling Academy）の"チャーミング"ドン・チャーチルの指導を受けている。スパッド（Spud）のリングネームでヨーロッパ、イギリス、アメリカのインディー団体に参戦するようになる。2003年にレボリューション・ブリティッシュ・レスリング（Revolution British Wrestling）に参戦し、8月にはジャック・ハザードを破り初代RBWウェルター級王座を獲得、11月に"ザ・ギフト"ロス・ショーダンに敗れるまでタイトルを維持し続けた。

### FWA
スクッドは2004年からフロンティア・レスリング・アソシエーション（Frontier Wrestling Alliance）で短い間ジョバーとして活動するようになり、2005年にから本格的に参戦し、フライウェイト王座を賭けたトーナメントに出場している。トーナメント決勝まで残るがロス・ジョーダンに敗れFWAフライウェイト王座を逃している。また、試合中にスパッドは（ストーリー上）足を怪我し、そこから抗争を開始し、スパッドの再びの負傷をはさみ1年以上の争い、2006年9月のFWA Last Fight at the Promでラスト・マン・スタンディング・マッチでジョーダンから勝利を納め抗争は終了している。抗争中の2006年4月に初めてアメリカへ渡り、ROHへ参戦している。8月にはROH初のイギリス・ツアーに参加、British Under 23's Championshipにも参加するが1回戦でサム・スラムに敗れている。
FWAがリニューアルするとスパッドはロックン・ローラーギミックへとチェンジしている。その後スパッドはFWAフライウェイト王座のトーナメントに出場、1回戦を突破するが2回戦でショニー・ストームに敗れている。2011年にストームとシングルマッチで対戦しているが、ノー・コンテストに終っている。

### IPW:UK
スパッドはFWAと並行しつつ、インターナショナル・プロ・レスリング:ユナイテッド・キングダム（International Pro Wrestling:United Kingdom）、通称IPW:UKにも頻繁に参戦するようになる。2005年になるとジェームズ・ストームと抗争を開始し、2006年1月にストリート・ファイト・マッチで抗争を終了している。また、ドラゴン・フェニックスとドラゴン・ハーツ（Dragon Hearts）を結成、9月後半にはTLC形式でIPW:UKタッグチーム王座を獲得している。
IPW:UKとFWAの団体間での抗争が開始すると、ドラゴン・ハーツはIPW:UKの選手として抗争へと加入する。ドラゴン・ハーツはルロア・キンケイドと組み、アイスマン、ホルヘ・カスターノ、ジョニー・ストームと試合をするがドラゴン・ハーツの2人は負傷欠場してしまう。フェニックスは頭部に深い切り傷を、スパッドは肩を脱臼してしまう。2007年初頭に復帰し、ストームからピンフォールを奪っている。FWA vs IPW:UK Final Frontiers showでIPW:UK側の代表で試合に臨むが、FWAのハディ・バンセンに敗れてしまっている。IPW:UKは敗北後、IPW:UKタッグチーム王座チャンピオンのスイス・マネー・ホールディングス（Swiss Money Holdings）がリバプールでデビューするとドラゴン・フェニックスはIPWを離脱し、ドラゴン・ハーツは解散となった。その後はしばらくシングルで活動をするが負けが多く、ブリティッシュ・ナショナル王座のトーナメントに出場するも準々決勝で敗退してしまっている。グラディエーター・ギミックのニック"オビリビオン"アルディス（現TNA、マグナス）に敗れてから一時的に離脱いている。
6ヵ月後にロック・スターのギミックでIPW:UKに復帰、復帰試合でライオン・キッドを破りIPW:UKクルーザー級王座を獲得している。また、その頃からロンドンのミッドランドに2005年に創設されたSAS Wrestlingに参戦するようになった。それからもキャリアを通しての宿敵である、ジャック・スートムと抗争を開始している。SASで初めて行われたSASユナイテッド・キングダム王座のトーナメントに出場して優勝している。しかし、1月後にジャック・ストームのマネージャーのチャーミング・ドン・チャールズに負けてタイトルを落とすと同時に長期間の抗争を開始し、ブリング・ヤング・ジーンズ・ストリートファイト形式で試合をし、スチール・チェアで殴打したあとピンフォールを奪っている。
スパッドは2008年4月にジャック・ストームにスチール・ケージ・マッチで対戦して2度目のSASユナイテッド・キングダム王座を獲得している。王座獲得後は以前よりファンを気遣わなくなって逆に攻撃をするようにもなり、アルコール使用障害のような体裁で、ロックスターのパーソナルをより構築させていった。2010年6月にバブルガムにタイトルを奪われるまで防衛し続けていた。TNAとの関係上IPWからは離脱してしまったが、現在でも散発的に参戦をしている。

### XWA
FWAとIPW:UKの抗争が終了してFWAが閉鎖されるとFWAスタッフがXWAを立ち上げ、スパッドも参戦してXWAフライウェイト王座を賭けてエル・リゲロと抗争を開始し、2008年7月にラスト・スタンディング・マッチ形式で勝利を収めタイトルを獲得している。2009年にはゴールド・ラッシュ・ランブルに出場し、フライウェイト王座保持者でありながらXWAヘビー級王座に挑戦できる権利を獲得、ヘビー級王座保持者のサム・スラムを破り2冠王になった。しかし、防衛戦をあまり行わないことからフライ・ウェイト王座は剥奪され、2010年4月にはジョニー・フェレにヘビー級王座を奪われている。9月にネイサン・クルスとの試合中に負傷して一時離脱を経て2011年2月に復帰するが、TNAとの契約の関係上すぐに参戦をしなくなった。

### TNA
2012年1月にポルトガルで開催されたTNAのハウス・ショーに初スポット参戦して試合をしている。2013年1月になるとTNAのリアリティー・ショーであるTNA Wrestling: British Boot Campに参加して優勝している。2月にバックステージ・デビューするもののロビー・Eとロビー・Tに妨害されている。その後ロビー・Eを相手にリングデビューを果たすも負けている。3月にTNAの下部組織であるオハイオ・バレー・レスリング（Ohio Valley Wrestling）にも登場、登場早々にクリフ・コンプトンの持つOVWテレビジョン王座をかけて対戦、勝利してタイトルを獲得するという好待遇を受けている。5月にランディ・ロイヤルに敗れてタイトルを手放している。

### WWE
2017年11月8日、WWEと契約を交わし入団。
2018年1月30日、WWE・205 LiveにてSmackDown LiveのGMを務めるダニエル・ブライアンに連れられ登場。205 Liveの新GMとしてドレイク・マーベリック（Drake Maverick）の名前で紹介を受けた。
2020年3月、アメリカ国内での新型コロナウイルスの感染拡大に伴い、WWEは有観客興行を行うことができなり、4月15日、マーベリックを含む複数の選手がWWEを解雇された。
5月、WWE再起を目指し、NXTクルーザー級王座トーナメントに出場。
6月、NXTクルーザー級王座トーナメント決勝戦に進出し、善戦するもエル・イホ・デル・ファンタズマに敗れた。退場時にトリプルHがNXTの契約書を手に現れ、WWE再雇用となった。

## その他
- リングネームをロックスター・スパッドにしている時はヒールとして活動し、1980年代の嫌味なロックスター・ギミックで活動している。反対にスパッドのネームで活動しているときはベビーとして活動して背の高いレスラーのアンダードック的な活動を主にしている。

## 得意技
- ファイブ・ストーン・スパッド・スプラッシュ
- ティルト・ア・ホイールDDT

相手の体に飛びついてからの変則回転DDT (プロレス技)
- スパッドサルト

コークスクリュー・450スプラッシュ
- ブルドッギング・ヘッドロック。相手に持ち上げられそうになった時にカウンター式で使用する事が多い。
- ハリケーン・ラナ
- ミサイル・キック
- スタナー
- スーパー・キック

## 獲得タイトル
WWE
- 24/7王座 : 6回

TNA（Total Nonstop Action Wrestling）
- TNA Xディヴィジョン王座 : 2回
- ブリティッシュ・ブート・キャンプ・ウィナー 2013

OVW（Ohio Valley Wrestling）
- OVWテレビジョン王座 : 1回

1PW（1 Pro Wrestling）
- 1PWタッグチーム王座 : 1回（w / ドラゴン・フェニックス）
- 1PWオープンウェイト王座 : 1回

AWW（Anti-Watershed Wrestling）
- AWWヘビー級王座 : 1回

BRAWL（British Real Attitude Wrestling League）
- BRAWLクルーザー級王座 : 1回

IPWUK（International Pro Wrestling United Kingdom）
- IPW:UKクルーザー級王座 : 1回
- IPW:UKタッグチーム王座 : 1回（w / ドラゴン・フェニックス）

KSW（K-Star Wrestling）
- KSWコモンウェルス王座 : 1回

RBW（Revolution British Wrestling）
- RBWブリティッシュ・ウェルター級王座 : 1回

SAS Wrestling
- SASユナイテッド・キングダム王座 : 2回

TAP（Tri-County Association Pro Wrestling）
- TAPジュニアヘビー級王座 : 1回

WAR（Wrestling Association of Rugby）
- WARヘビー級王座 : 1回

XWA Wrestling
- XWAフライウェイト王座 : 1回
- ブリティッシュ・ヘビー級王座 : 1回

その他
- Go4王座 : 1回
- FCWタッグチーム王座 : 1回